# Harrisonavis croizeti
Harrisonavis croizeti (лат.) — вид вымерших птиц из семейства фламинговых. Известен по многочисленным фрагментам; среди ископаемых фламингообразных этот вид представлен лучше других. Остатки относят к промежутку от позднего олигоцена до раннего миоцена. Учёные считают его самым древним представителем семейства, промежуточным звеном между птицами, которые держали голову клювом вперёд и современными фламинго, от которых его отличает заметно более прямой и широкий клюв.
Вид был впервые описан французским палеонтологом Полем Жерве в 1852 году как Phoenicopterus croizeti, но позднее образцы были утеряны. Учёные относят его к монотипическому роду Harrisonavis либо включают в состав рода фламинго (Phoenicopterus).

## Обнаружение
Harrisonavis croizeti известен по остаткам нескольких экземпляров. В 1852 году французский палеонтолог Поль Жерве обнаружил почти полный череп, однако описание было недостаточно подробно, а сами остатки позднее были утеряны. В 1867—1871 годах французский орнитолог Альфонс Мильн-Эдвардс добавил к голотипу большое количество дополнительного материала, в том числе несколько экземпляров цевки и кости крыла. Во второй половине XX века в работе британских палеонтологов Колина Харрисона и Сирила Уолкера 1976 года к нему была отнесена часть подклювья, а в работе Жака Шеневаля (Jacques Cheneval) 1984 года — часть надклювья. Остатки также были обнаружены в Рафольцхаузен (Ravolzhausen) близ Нойберга в Германии (Martini, 1974) и в Дольнице (Dolnice) в Чехословакии (Svec, 1981). В начале XXI века Кристофер Торрес (Christopher R. Torres) с коллегами отнёс к виду ещё несколько остатков из различных музеев: почти полный череп, который хранился в лионском музее Конфлюанс во Франции и ранее был отнесён к Palaelodus ambiguus, а также несколько фрагментов из коллекции Базельского музея естественной истории в Швейцарии. Они были обнаружены в том же районе, что и лектотип черепа, в окрестностях Сен-Жеран-ле-Пюи в департаменте Алье в центре Франции. Точное место неизвестно, а места раскопок включают несколько разных слоёв, что затрудняет корректное определение возраста находки. Учёные относят остатки к промежутку от позднего олигоцена до среднего миоцена 28—13 млн лет назад.
Среди ископаемых фламингообразных этот вид представлен лучше других. Шеневаль в 1984 году исследовал остатки, принадлежащие 14 различным птицам; из 78 известных костей две принадлежат молодым птицам.

## Описание
У черепа из Лионского музея отсутствует слёзная кость, подклювье и часть надклювья. Обнаруженные до этого остатки включали ростральную половину подклювья и ростральную половину надклювья от разных птиц, фрагменты нижней челюсти. Помимо Harrisonavis croizeti остатки черепа сохранились только у двух видов фламингообразных — Palaelodus ambiguus Milne-Edwards, 1863 и Leakeyornis aethiopicus (Harrison & Walker, 1976), обитавших примерно в то же время. Остатки Palaelodus, которого учёные относят к стем-группе фламингообразных, были также обнаружены во Франции, Германии и Чехословакии. Размеры черепа из Лионского музея схожи с таковыми у современными фламинго, при этом учёные отметили некоторые различия у основания черепа. По сравнению с черепом Palaelodus ambiguus, ископаемые остатки черепа Harrisonavis croizeti намного крупнее.
Размеры и морфология большей части остатков клюва также схожа с современными фламинго, в особенности с представителями рода фламинго (Phoenicopterus). Основные различия связаны с более примитивным цедильным аппаратом. В частности, у Harrisonavis croizeti более широкое и плоское надклювье, чем у Phoenicopterus и Leakeyornis, менее искривлённый профиль клюва и более вытянутые ноздри, которые простираются почти до места перегиба клюва. У современных фламинго ноздри голоринального типа, которые заканчиваются задолго до него, а у Palaelodus ambiguus — широкие ноздри проходят по всей длине клюва. По сравнению с Palaelodus ambiguus, клюв Harrisonavis croizeti намного крупнее и сильнее изогнут.
При исследовании подклювья Харрисон и Уолкер отметили менее развитые, чем у современных фламинго, processus postorbitalis и processus paroccipitalis — отростки, к которым крепятся мышцы, отвечающие за отведение и прижатие нижней челюсти, соответственно. Возможно это связано с начальным этапом развития особой системы питания, так как движения клюва фламинго напрямую связаны со способом добычи пищи. Также менее развит crista nuchalis, к которому крепятся мышцы, отвечающие за расположение головы относительно шеи. Скорее всего, и сами эти мышцы были менее развиты. Движения головы не только важны при поиске пищи, но также выполняют важную функцию в брачных ритуалах современных фламинго.
Исследования Харрисона и Уолкера в 1976 году основывались на фрагментах клюва, который был более прямой и широкий, чем у взрослых современных особей, но напоминал строение клюва птенцов. Скорее всего остатки принадлежат молодой птице, у которой клюв ещё недостаточно изогнут. Исследуя формы и размеры клюва современного розового фламинго, учёные пришли к выводу, что его птенцы приобретают способность фильтровать пищу за 5 недель до достижения взрослых размеров, при этом даже у полностью выросших птенцов изгиб клюва может быть неполным.
Шеневаль привёл размеры костей крыла на основе фрагментов, обнаруженных Мильн-Эдвардсом: плечевая кость — 192 мм, лучевая кость — 7,7 мм, пястная кость — 99,9 мм. Исследуя цевку ископаемых остатков в 1963 году, Миллер отметил, что она очень сильно схожа с цевкой красного фламинго. На тот момент отсутствовало какое-либо описание заднего пальца Harrisonavis croizeti и его размеров, которое не позволяло исследователю провести достаточное сравнение с Phoenicopterus novaehollandiae. Длина единственной цевки составила 307 мм, голени — 291,8 мм. Шеневаль предположил, что сохранившаяся цевка принадлежит самцу, а голень — самке. Он отметил, что хотя у современных красных и розовых фламинго голень обычно длиннее цевки, длина цевки самцов составляет 340—390 мм, а голени самок — 273—324 мм).

## Питание
В окрестностях Сен-Жеран-ле-Пюи, где были обнаружены некоторые остатки этого вида, в отложениях сухого периода встречается большое количество брюхоногих моллюсков Hydrobia, характерных для щелочных озёр и подходящих для обитания современных фламинго. По мнению учёных, клюв был приспособлен для фильтрации планктона, а глубокое подклювье могло вместить крупный язык, такое строение американские палеонтологи Сторрс Лавджой Олсон и Алан Федучча назвали начальным этапом развития цедильного аппарата.
Из-за менее развитого цедильного аппарата и более прямого клюва ископаемые птицы по-другому держали голову во время поиска пищи. Скорее всего, они опускали клюв в воду вертикально, а не разворачивая голову верхней частью клюва вниз, как это делают современные фламинго.

## Систематика
Phoenicopterus croizeti был описан французским палеонтологом Полем Жерве в 1852 году. Харрисон и Уолкер в 1976 году выделили его в новый род Gervaisia. Так как это название неоднократно использовалось ранее, в 1978 году советский палеонтолог Г. Н. Кашин предложил новое название рода — Harrisonavis. Выделение в отдельный род основано на специфическом строении клюва, который заметно более прямой и широкий, чем у современных фламинго. Шеневаль полагает, что это выделение основано на исследованиях остатков молодых птиц и не имеет достаточных оснований. Некоторые учёные продолжают использовать первоначальное название.
Размеры и форма черепа у современных видов фламинго очень схожи, заметные отличия наблюдаются только в строении клюва. Учёные полагают, что Harrisonavis croizeti является промежуточным звеном между птицами, которые держали голову клювом вперёд, и современными фламинго. Исследование этого вида позволило им уточнить развитие и эволюцию клюва и цедильного аппарата современных фламинго. Phoenicopterus имеют более примитивное строение клюва, схожее с Harrisonavis, и питаются более крупными частицами, преимущественно зоопланктоном, в то время как Phoenicoparrus (включая малого фламинго) имеют более развитый цедильный аппарат и питаются более мелкими частицами, преимущественно фитопланктоном.
Учёные считают вид самой ранней известной примитивной формой современных фламинго, что согласуется с молекулярными исследованиями, указывающими плиоцен — плейстоценовый возраст краун-группы фламинговых.